# Patrick Hobelsberger
Patrick „Pax“ Hobelsberger (* 4. September 1996 in Landau an der Isar) ist ein deutscher Motorradrennfahrer. Hobelsberger wurde 2021 in der IDM Supersport 600 deutscher Meister.
2018 fuhr Hobelsberger einzelne Rennen in der IDM-Supersport-600.
2019 gab Hobelsberger sein Debüt in der Supersport-Weltmeisterschaft. Er wurde auf einer privat eingesetzten Yamaha YZF-R 6 24.
2020 fuhr der Niederbayer an der Seite des Japaners Hikari Okubo für Dynavolt Honda von Simon Buckmaster. Er zeigte sich allerdings als chancenlos und fuhr lediglich sechs Punkte. Am Saisonende zog sich Honda aus der Supersport-WM zurück und Buckmasters Mannschaft wechselte in die britische Meisterschaft. Ursprünglich war der Plan gewesen, auch 2021 für dasselbe Team zu fahren, nun aber fand sich kein neuer Platz für 2021
Hobelsberger fuhr 2021 stattdessen wieder in der Deutschen Motorrad-Straßenmeisterschaft. Ab 2022 ging er in der IDM Supersport Meisterschaft für das Team GERT56 an den Start.
Ursprünglich plante Hobelsberger 2025 beim Team Skach Kawasaki an den Start zu gehen, diese Verbindung lösten beide Parteien im gegenseitigen Einverständnis Ende Februar 2025 wieder auf.

## Statistik

### Erfolge
- 2021 – IDM-Supersport-600-Meister

### In der Supersport-Weltmeisterschaft
(Stand: 24. April 2022)
| Saison | Team                        | Motorrad       | Rennen | Siege | Zweiter | Dritter | Poles | Schn. Runden | Punkte | Ergebnis |
| ------ | --------------------------- | -------------- | ------ | ----- | ------- | ------- | ----- | ------------ | ------ | -------- |
| 2020   | Hobelsberger Racing         | Yamaha YZF-R6  | 1      | –     | –       | –       | –     | –            | –      | 48.      |
| 2020   | Dynavolt Honda              | Honda CBR600RR | 13     | –     | –       | –       | –     | –            | 6      | 25.      |
| 2021   | GMT94 Yamaha                | Yamaha YZF-R6  | 1      | –     | –       | –       | –     | –            | 11     | 28.      |
| 2021   | Bonovo Action by MGM Racing | Yamaha YZF-R6  | 4      | –     | –       | –       | –     | –            | 11     | 28.      |
| 2022   | Kallio Racing               | Yamaha YZF-R6  | 4      | –     | –       | –       | –     | –            | 17     | 12.      |
| Gesamt | Gesamt                      | Gesamt         | 23     | 0     | 0       | 0       | 0     | 0            | 34     |          |

### In der IDM Superbike
(Stand: 4. Juni 2023)
| Saison | Team   | Motorrad      | Rennen | Siege | Zweiter | Dritter | Poles | Schn. Runden | Punkte | Ergebnis |
| ------ | ------ | ------------- | ------ | ----- | ------- | ------- | ----- | ------------ | ------ | -------- |
| 2023   | GERT56 | BMW M 1000 RR | 14     | 1     | 3       | –       | –     | –            | 191    | 3.       |
| Gesamt | Gesamt | Gesamt        | 14     | 1     | 3       | 0       | 0     | 4            | 191    |          |